# 恩波橋
恩波橋（おんばきょう）は、中国浙江省杭州市富陽区富春街道恩波公園にある石拱橋。長さ57メートル、幅6メートル。「恩波夜雨」と「莧浦帰帆」は古春江八景。

## 歴史
明の嘉靖44年（1565年）、富陽県令の施陽は恩波橋を建設します。清の順治・康熙年間に恩波橋を修復した。
1997年8月、浙江省人民政府は恩波橋を浙江省文物保護単位に認定した。
橋の面は石のすき間で敷いて、両側に望柱と柵板があって、望柱の彫刻は垂蓮・蓮蓬・芙蓉と獅子があります。